# Manfredo IV di Saluzzo
Manfredo IV di Saluzzo (1262 – Cortemilia, 16 settembre 1340) fu marchese di Saluzzo.

## Biografia
Figlio del marchese Tommaso, Manfredo ottenne il governo alla morte del padre, proseguendone la politica incentrata sullo sviluppo del marchesato. Saluzzo, ormai libero comune, era retta da un podestà che governava in nome dei Del Vasto. Manfredo ottenne che venissero poste sotto contratto le normative che regolavano i rapporti vigenti tra le due parti.
Sotto di lui il territorio del marchesato si estese con l'annessione di alcune terre e castelli, dovuti principalmente per trattati tra famiglie feudali: ad esempio, nel 1322 i marchesi Del Carretto cedettero Cairo Montenotte, Rocchetta, Cortemilia ai saluzzesi: in cambio, Manfredo s'impegnava a risanare i debiti dell'altra famiglia.

### La successione al marchesato
Nel 1321 Manfredo IV aveva donato al secondogenito Manfredo gran parte delle sue terre, lasciandone una irrisoria a Federico; quando due anni dopo il marchese diseredò il primogenito, si scatenò una furiosa guerra civile: Federico, in collaborazione con il Delfino di Vienne e Filippo I di Savoia-Acaia, occupò alcuni paesi del marchesato per protestare dalla sua esclusione al trono.
Manfredo IV non cedette la sua posizione, ma era chiaro che ben presto Manfredo V sarebbe entrato anch'egli in armi. I fratelli del marchese, Giorgio e Giovanni, cercarono di porsi come mediatori, stipulando un trattato che vedeva Federico legittimo erede e che compensava gli altri figli di Manfredo IV con lasciti e titoli nobiliari.
Rifiutata energicamente la proposta dai due contendenti, intervennero allora nel conflitto anche i Visconti. La lotta per la successione di Saluzzo rischiava non solo di dilaniare il marchesato, ma anche di creare il pretesto per una nuova guerra tra le potenze della regione.
Si raggiunse un accordo: il trattato, firmato il 29 luglio 1332, permetteva l'insediarsi al trono di Federico. Manfredo IV decise quindi di abdicare, ritirandosi nei suoi possedimenti nelle Langhe.

## Matrimoni e figli
Manfredo IV sposò in prime nozze (1287) Beatrice di Hohenstaufen (1260-1307), figlia di Manfredi di Sicilia e di Elena Ducas, dalla quale ebbe un figlio ed una figlia, e, rimasto vedovo di Beatrice, Isabella Doria († 1353) figlia di Bernabò Doria e di Eleonora Fieschi, dalla quale ebbe tre figli ed una figlia. Sotto l'influenza della seconda moglie, Manfredo IV modificò la successione favorendo il primo figlio avuto dalla medesima, Manfredo V, il che suscitò una complicata successione.
Dalla prima moglie Beatrice Manfredo, ebbe:
- Federico I (1287-1336), che gli successe con alterne vicende.
- Caterina di Saluzzo, andata sposa a Guglielmo Enganna, signore di Barge.

Dalla seconda moglie Isabella Doria, ebbe:
- Manfredo V († 1392);
- Bonifacio († 1343);
- Teodoro († 1348);
- Eleonora († 1332), andata sposa ad Oddone I, marchese di Ceva, nipote di Giorgio II il Nano.

Egli ebbe anche una figlia illegittima, Elinda.

## Ascendenza
|                         |   |                        | Genitori              |  |  | Nonni |  |  | Bisnonni             |  |  | Trisnonni              |  |
|                         |   |                        |                       |  |  |       |  |  | Bonifacio di Saluzzo |  |  | Manfredo II di Saluzzo |  |
|                         |   |                        |                       |  |  |       |  |  | Bonifacio di Saluzzo |  |  | Manfredo II di Saluzzo |  |
|                         |   | Alasia del Monferrato  |                       |  |  |       |  |  | Bonifacio di Saluzzo |  |  |                        |  |
| Manfredo III di Saluzzo |   |                        |                       |  |  |       |  |  | Bonifacio di Saluzzo |  |  |                        |  |
|                         |   | Maria di Torres        | …                     |  |  |       |  |  |                      |  |  |                        |  |
|                         |   | Maria di Torres        | …                     |  |  |       |  |  |                      |  |  |                        |  |
|                         |   | Maria di Torres        | …                     |  |  |       |  |  |                      |  |  |                        |  |
| Tommaso I di Saluzzo    |   | Maria di Torres        |                       |  |  |       |  |  |                      |  |  |                        |  |
|                         |   | Amedeo IV di Savoia    | Tommaso I di Savoia   |  |  |       |  |  |                      |  |  |                        |  |
|                         |   | Amedeo IV di Savoia    | Tommaso I di Savoia   |  |  |       |  |  |                      |  |  |                        |  |
|                         |   | Amedeo IV di Savoia    | Margherita di Ginevra |  |  |       |  |  |                      |  |  |                        |  |
| Beatrice di Savoia      |   | Amedeo IV di Savoia    |                       |  |  |       |  |  |                      |  |  |                        |  |
|                         |   | Margherita di Borgogna | Ugo III di Borgogna   |  |  |       |  |  |                      |  |  |                        |  |
|                         |   | Margherita di Borgogna | Ugo III di Borgogna   |  |  |       |  |  |                      |  |  |                        |  |
|                         |   | Margherita di Borgogna | Beatrice d'Albon      |  |  |       |  |  |                      |  |  |                        |  |
| Manfredo IV di Saluzzo  |   | Margherita di Borgogna |                       |  |  |       |  |  |                      |  |  |                        |  |
|                         | … | …                      |                       |  |  |       |  |  |                      |  |  |                        |  |
|                         | … | …                      |                       |  |  |       |  |  |                      |  |  |                        |  |
|                         | … | …                      |                       |  |  |       |  |  |                      |  |  |                        |  |
| Giorgio di Ceva         | … |                        |                       |  |  |       |  |  |                      |  |  |                        |  |
|                         |   | …                      | …                     |  |  |       |  |  |                      |  |  |                        |  |
|                         |   | …                      | …                     |  |  |       |  |  |                      |  |  |                        |  |
|                         |   | …                      | …                     |  |  |       |  |  |                      |  |  |                        |  |
| Luisa di Ceva           |   | …                      |                       |  |  |       |  |  |                      |  |  |                        |  |
|                         |   | …                      | …                     |  |  |       |  |  |                      |  |  |                        |  |
|                         |   | …                      | …                     |  |  |       |  |  |                      |  |  |                        |  |
|                         |   | …                      | …                     |  |  |       |  |  |                      |  |  |                        |  |
| …                       |   | …                      |                       |  |  |       |  |  |                      |  |  |                        |  |
|                         |   | …                      | …                     |  |  |       |  |  |                      |  |  |                        |  |
|                         |   | …                      | …                     |  |  |       |  |  |                      |  |  |                        |  |
|                         |   | …                      | …                     |  |  |       |  |  |                      |  |  |                        |  |
|                         |   | …                      |                       |  |  |       |  |  |                      |  |  |                        |  |